# Spurr (cráter)
Spurr aparece como los restos de un cráter de impacto lunar inundado por la lava. Se encuentra en medio de la llanura del Palus Putredinis, al sureste del cráter Archimedes.
|  |

Solamente la mitad sur del borde sobresale perceptiblemente a través del material del mar lunar, mientras que la sección norte de la pared tiene semejanza con el perfil de un cráter palimpsesto.
La formación fue conocida como Archimedes K antes de que la UAI le asignase su nombre actual.